# Филимонов, Иван Максимович
Иван Максимович Филимонов (1921—1961) — подполковник Советской Армии, участник Великой Отечественной войны, Герой Советского Союза (1943).

## Биография
Иван Филимонов родился 20 января 1921 года в селе Горькая Балка (ныне — Советский район Ставропольского края). Окончил семь классов школы и Минераловодское педучилище. В 1940 году Филимонов был призван на службу в Рабоче-крестьянскую Красную Армию. Окончил Урюпинское пехотное училище и курсы усовершенствования командного состава. С сентября 1941 года — на фронтах Великой Отечественной войны.
К сентябрю 1943 года капитан Иван Филимонов командовал батальоном 667-го стрелкового полка 218-й стрелковой дивизии 47-й армии Воронежского фронта. Отличился во время битвы за Днепр. 24 сентября 1943 года батальон Филимонова переправился через Днепр в районе села Хутор-Хмельная Каневского района Черкасской области Украинской ССР и захватил плацдарм на его западном берегу. 28 сентября 1943 года батальон успешно прорвался из немецкого окружения и вышел к месту переправу основных сил, после чего прикрывал его.
Указом Президиума Верховного Совета СССР от 25 октября 1943 года капитан Иван Филимонов был удостоен высокого звания Героя Советского Союза с вручением ордена Ленина и медали «Золотая Звезда».
В 1944 году Филимонов окончил курсы «Выстрел», в 1948 году — Военную академию имени М. В. Фрунзе. В 1955 году в звании подполковника он был уволен в запас. Проживал и работал в Бобруйске. Скоропостижно скончался 17 июля 1961 года.
Был также награждён орденом Красного Знамени и рядом медалей.
Мемориальная доска в честь Героя установлена на здании средней школы № 8 села Горькая Балка.